# العنازة
العنازة، بلدة ومركز ناحية العنازة في منطقة بانياس شمال محافظة طرطوس. تبعد عن مدينة بانياس 17 كم وتقع على بعد 9 كم عن أوتستراد اللاذقية-طرطوس إلى الشرق.
تتميز باطلالتها الجميلة على البحر المتوسط. تمتد ناحية العنازة على عدة هضاب ذات مناظر جميلة وإطلالات رائعة في جبال الساحل السوري.
تحيط بها عدة قرى مجاورة، كقريتي نعمو الجرد والمرانة من جهة الشمال، والدردارة من جهة الشرق، وقرية نحل العنازة والغنصلة من جهة الجنوب الشرقي، أما الجهة الغربية للناحية (الواجهة البحرية) ففيها بلدة بستان الحمام، وقرية بابلوطة، وقرية الغرزية.

## التاريخ
في عام 1918، بادرت مجموعة من المشايخ المسلمين العلويين في قضاءي جبلة وبانياس بإحداث مدرسة دينية-علمية بتمويل من الحقوق الشرعية في العنازة، واختاروا لإدارتها الأستاذ الشيخ علي عباس من قرية بحوزي. كان الشاعر السوري محمد سليمان الأحمد (الذي عُرف بعدئذ بلقب «بدوي الجبل»)، قد بعث برسالة شعرية إلى مدير مدرسة العنازة مطلعها: «قمت فينا بنهضة ذات شأن هي بدء لهذه النهضات». وقد دُرس في هذه المدرسة مبادىء الفقه على المذهب الإسلامي الجعفري، وساهمت في تأهيل العديد من مشايخ الطائفة العلوية. لم تستمر المدرسة إلا حتى نهاية عام 1919 على إثر اندلاع ثورة العلي ضد الوجود الفرنسي على الساحل السوري.

## المناخ
يتنوع المناخ ويختلف باختلاف الأشهر والفصول. فشتاء العنازة يتمتع بالأمطار الغزيرة التي قد تبدأ في أيلول وتستمر حتى أيار، قد تختلف غزارة الأمطار بين عام وآخر إلا أنها تتعدى 850 ملم سنويا، بالرغم من أن ناحية العنازة تقع على سلسلة الجبال الساحلية بارتفاع حوالي من 600 إلى 800 م عن البحر إلا أن الشتاء دافئ نسبيا -متوسطي- وتتساقط فيها الثلوج، بالرغم من أن الحرارة صيفا قد تصل إلى 30 درجة وقد تتعداها بقليل إلا أن النسائم العليلة - نسيم الجبال والبحر - تجعلها مقصدا جميلا حيث يقصدها أبناؤها المقيمين في المدينة للترفيه والاستجمام والتمتع بسحر النسمات الغربية والشمالية الباردة المنعشة، أجمل الأشهر على الإطلاق هي نيسان وأيار حيث الطبيعة الساحرة الدافئة المشرقة، وموسم اللوز والجوز وفي الصيف هناك العنب والتين والمراب الإجاص.

## الحياة البرية
تعتبر بلدة العنازة - كغيرها من القرى الجبلية الواقعة على سفوح الجبال الساحلية الغربية - غنيه بالأحراج الغابات التي تحيط بها من كل صوب، تلك الأحراج تحتوي العديد من الحيوانات البرية كالثعالب وبعض الذئاب المفترسة والكلاب البرية والخنازير البرية، إضافة إلى الأرانب والسحالي والسناجب، ومن الطيور التي يمكن لحظها الحسون والهدهد والحجل واليمام والبلبل والدرغل والباشق والغراب والدوري وغيرها كثير من الطيور في غابات العنازة، على الرغم من تناقص عدد الحيوانات البرية نتيجة التوسع الأفقي للبناء والمد الاسمنتي والصيد الجائر أحيانا إلا أن البيئة البرية لا تزال غنيه بتنوعها وبقائها، ناهيك عن التشريعات التي تم إصدارها من الجهات المختصة في سوريا بهدف الحفاظ على الثروة الطبيعية وضرورة الحفاظ على البيئة مما قد يساعد على تكاثر الحيوانات البرية مجددا، إلا أن العائق الرئيسي هو عدم وجود حملات توعية بيئية منظمة وجدية وثقافة بيئية وتربية بيئية رغم وجود الأرضية التشريعية اللازمة.

## النباتات البرية

لا يقل غناها عن غنى العنازه بالحيوانات البرية حيث الشجيرات والأحراج بأنواعها، كما توجد العديد من النباتات التي دأب أبناء المنطقة على تستعمل كمشروب ساخن وأحيانا مع المته - المشروب الأكثر انتشارا في المنطقة ككل - منذ عشرات السنيين وهذه النباتات الزوفة والنعنع البري والزعتر بنوعيه، وهنالك الجرجير والهندباء البرية السليق بأنواعه الذي لا يزال يطهى كأكلة شعبية من الطبيعة مباشره، من الجدير ذكره أن إقبال أبناء المدن وتهافتهم على استهلاك تلك النباتات شجع العديد من أهالي المنطقة على بيعها بالمدينة سعيا للكسب والرزق، ولكن عدم انتظام جنيها سهم في تراجعها إلى حد كبير مما حدا بالعديد منهم على زراعتها مجددا في حقولهم الخاصة وذلك لاستهلاكم المحلي وخوفا من انقراضها.

## النشاط البشري في بلدة العنازة
حتى سبعينيات القرن الماضي كان أغلب سكان القرية يعتمدون في معيشتهم على الزراعة وتربية الحيوان، فكانوا يزرعون القمح والشعير والذرة والبقوليات بأنواعها والتبغ والخضراوات الصيفية والشتوية والفواكه الصيفية كالعنب والتين والتوت، كما كانوا يربون دودة القز لإنتاج الحرير الطبيعي، إلا أن الزراعة تراجعت بعض الشيء مع ازدياد اعتماد أبنائها على مصادر دخل مختلفة كالعمل في القطاعات الخدمية وازدهار التعليم الذي فتح الباب واسعة أمام فرص عمل متنوعة - في القطاعين العام والخاص - وخارج نطاق العمل الزراعي، فأعداد كبيرة من سكان القرية يغادرونها كل يوم صباحا قاصدين مواقع عملهم المختلفة في المدينة (بانياس) وطرطوس وغيرها ليعودوا إليها بعد انقضاء فترة عملهم اليومية.
دأب العديد من أهلها على السفر سعيا لتحسين وضعهم المعيشي، فقد كانت توجهاتهم نحو أميركا اللاتينية مع مطلع القرن العشرين وتحديدا نحو البرازيل وفنزويلا من المهاجرين السوريين في دول المهجر والبعض منهم لا يزال في بلاد المهجر وبعضهم عاد ولا يزال يتغنى بذكريات غربته المفرحة والمؤلمة.
في السنوات الأخيرة شهدت القرية هجرة للعديد من شبابها للاستقرار في المدينة وان كان الكثير منهم لا يزال يتواصل مع القرية وخاصة في الصيف حيث الهواء العليل والنسيم العذب مع نهاية القرن العشرين سافر العديد من أبناء القرية لمتابعة تحصيلهم العلمي في دول أوروبا وعاد بعضهم حاملا معه خبرته التي اكتسبها في الغربة ليستفيد منها الوطن وأبناؤه.

## المرافق والخدمات

### التعليم
يوجد في بلدة العنازة عدة مدارس منها: للتعليم الأساسي كما يوجد فيها مدرسة خاصة ومدرستين اعدادية وثانوية عامة عمرها ربع قرن مجهزة بمخابر وقاعات أنشطة وصالات رياضية وصالات حاسوب ومكتبة بالإضافة إلى الصحة المدرسية، تخرج منها العديد من الطلاب المتفوقين على مستوى المحافظة ذات نسبة التعليم العالية، بالإضافة لذلك فان غالبية أطباء وصيادلة ومهندسي وجامعيي وضباط ومدرسي القرية - من مختلف الاختصاصات والفروع العلمية والأدبية - قد تعلموا في مدارسها، تعتبر ثانوية القرية من الثانويات الجيدة في محافظة طرطوس حيث يرتادها العديد من طلبة القرى المجاورة (كقرى نحل العنازة، الغنصلة، العليقة، بيت القصر، مشرفة العنازة، الدردارة، التون الجرد، الفروخية، الشندخة، بيت جاش، بستان الحمام، الغرزية وغيرها) نظرا لسمعتها الحسنة ولقربها الجغرافي.

### الصحة
يوجد في بلدة العنازة مستوصف يقوم بتقديم الخدمات الصحية المجانية لأهالي القرية وبعض القرى المجاورة، يعمل في المركز الصحي فريق من الممرضات والأطباء الذين يقدمون المساعدة والنصح والإرشاد للأهالي، أهم هذه الخدمات هي خدمات التلقيح للأطفال وخدمات التوعية الصحية للأمهات وخدمات الإسعاف الأولية وغيرها وهي خدمات مجانية ومتاحة لكافة المواطنين، يوجد في القرية الكثير من الأطباء الاختصاصين ومن مختلف الاختصاصات كالداخلية وامرض الصدر والقلب والأطفال والأذنية والجراحة والبولية وغيرها، كما يوجد في العنازة العديد من أطباء الأسنان العامين وباختصاصات كالتقويم وجراحة الفك والفم إضافة لوجود صيدليات وأيضا العيادات الخاصة نذكر منها: عيادة طب الأطفال، عيادة الطبيب العام، عيادة طب الأسنان.

### الماء والكهرباء
يوجد في بلدة العنازة شركة الكهرباء المتوفرة منذ سنة 1977 ومتاحة للجميع وتحت الطلب، بالإضافة إلى شركة الماء فهي متوفرة وتحت الطلب أيضا بعد افتتاح مشروع البئر الارتوازي الخاص في وادي القرية والذي يروي القرية بكاملها.

## الاتصالات
أما بالنسبة لخدمات الاتصالات فالقرية تحوي على مقسم هاتف آلي يقدم خدمات ممتازة.